# Emil Hipp

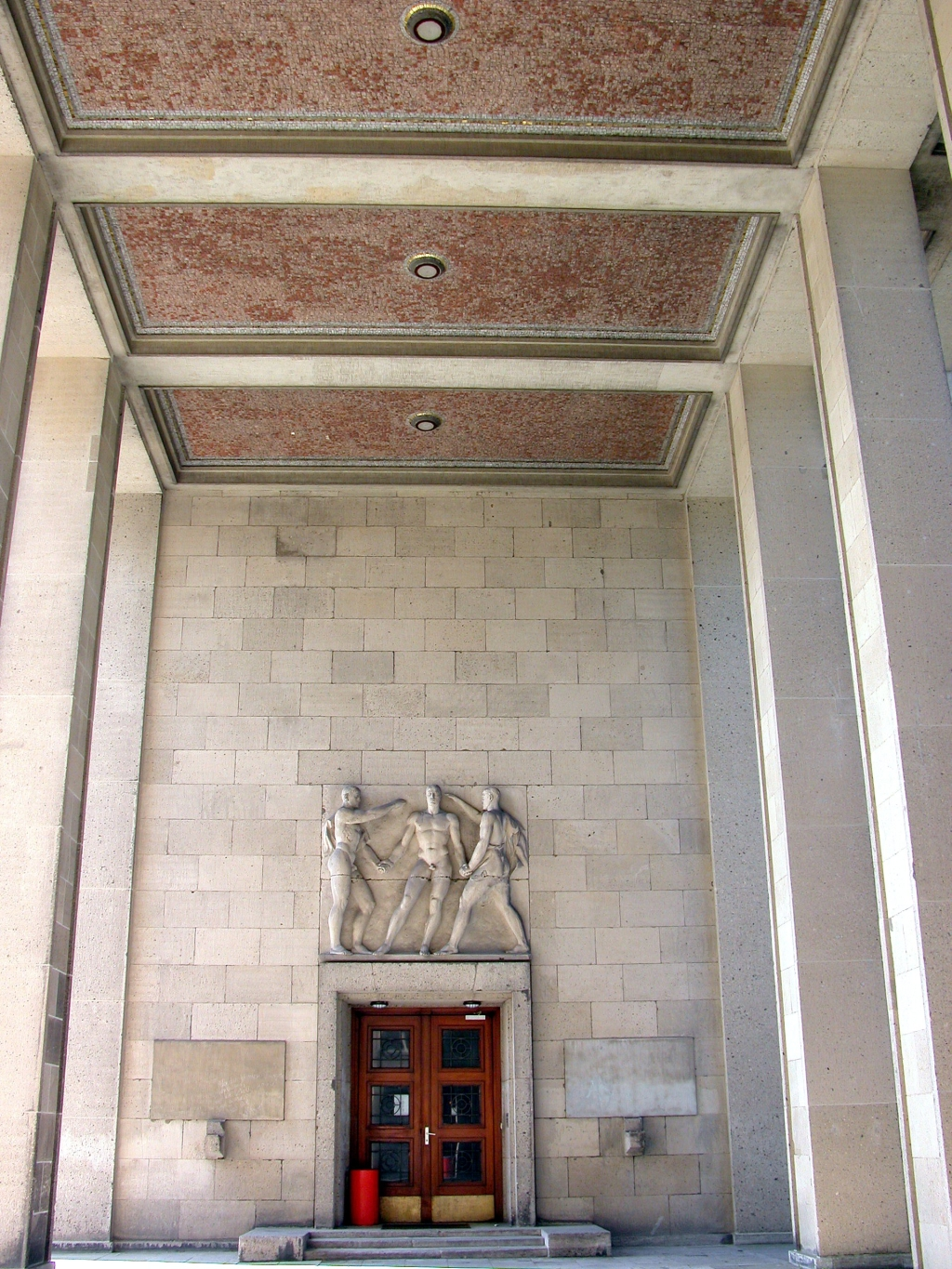
Akademie für Jugendführung der Hitlerjugend, „Ehrenhalle“, mit Mosaikdecke, zwölf Meter hohen Säulen und zwei monumentalen Reliefs von Hipp

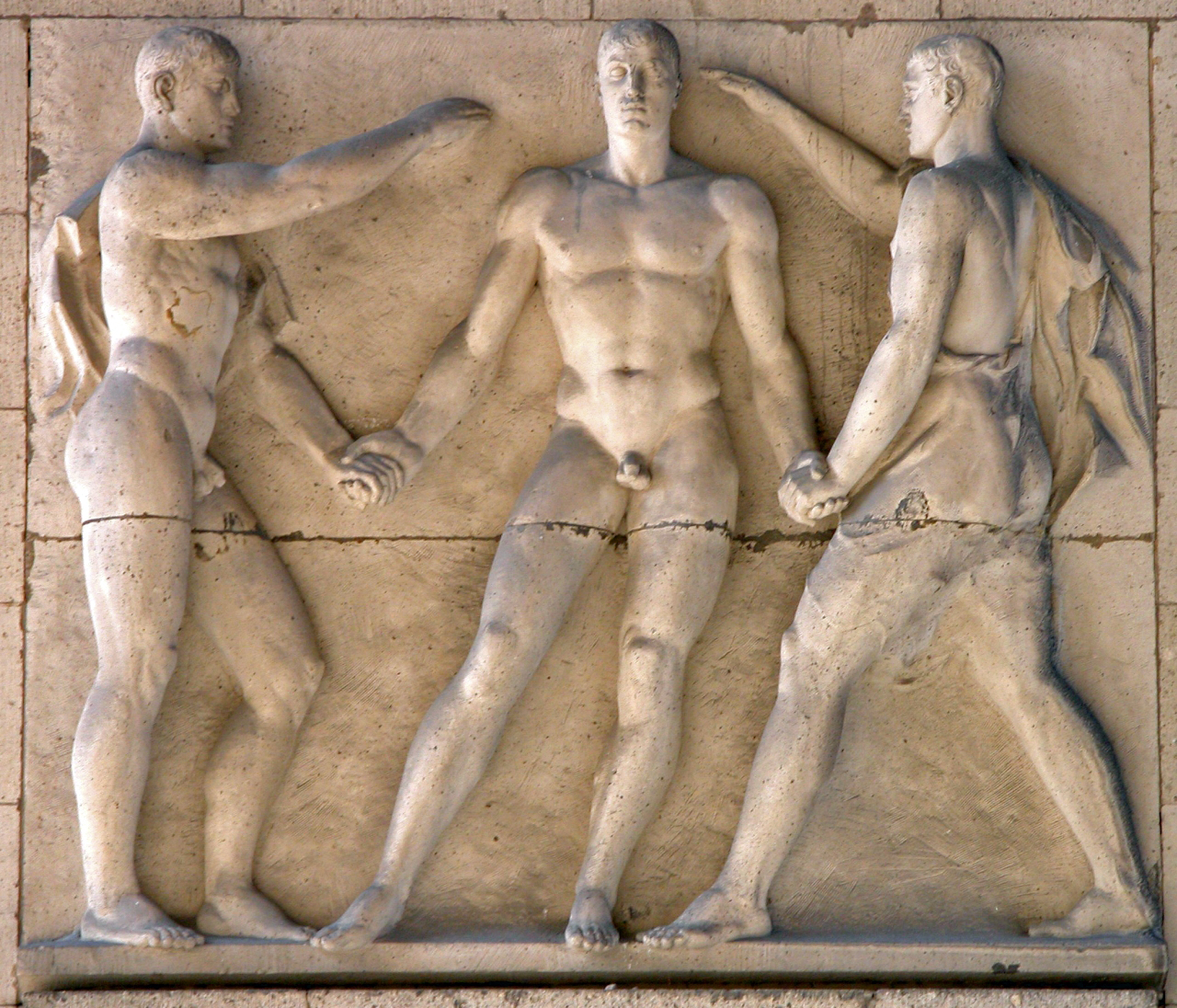
Hipps Relief „Treue“ an der Südseite der Akademie für Jugendführung

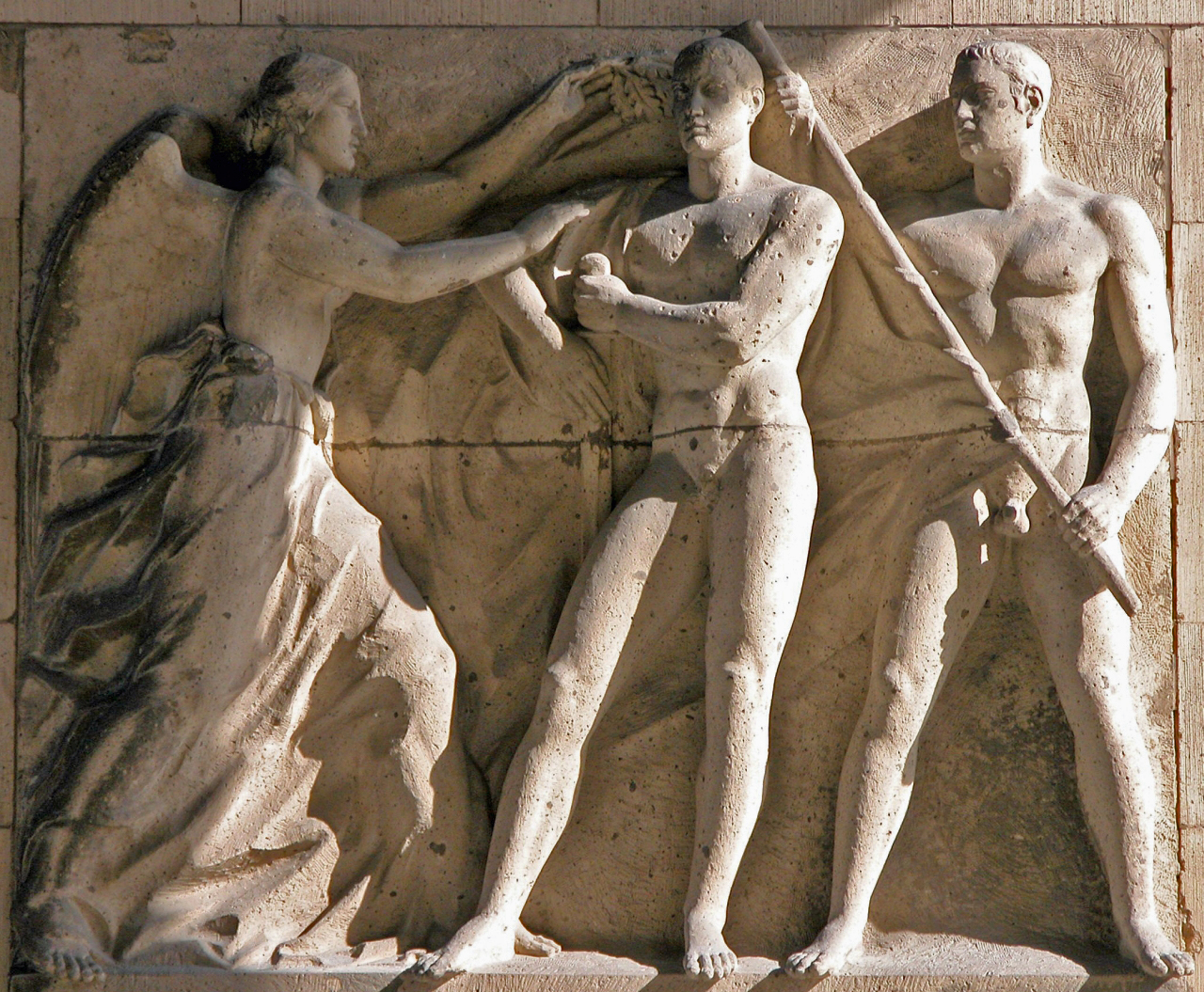
Hipps Relief „Ehre“ an der Nordseite

Emil Hipp (* 10. März 1893 in Stuttgart; † 1. August 1965 in Kiefersfelden) war ein deutscher Bildhauer. Hipp ist Repräsentant des auch in der Architektur im Nationalsozialismus verbreiteten Stils des Neoklassizismus.
Hipp lieferte Reliefs und Plastiken für repräsentative, nationalsozialistische Bauten wie den Führerbau in München, die Friedrich-Nietzsche-Gedächtnisstätte in Weimar oder die Akademie für Jugendführung der Hitlerjugend in Braunschweig. Sein größtes Projekt vor 1945 war die Gestaltung des Richard-Wagner-Nationaldenkmals in Leipzig, das unvollendet blieb. Nach 1945 gestaltete er vor allem Kriegerdenkmale.

## Leben
Hipp erhielt eine Ausbildung an der Bürgerschule in Stuttgart und der Realschule in Ludwigsburg. 1909 begann er eine Bildhauerlehre beim Holzschnitzer-Meister Müller. 1910 studierte er an der Kunstgewerbeschule Stuttgart und 1911 an der Akademie der Bildenden Künste Stuttgart bei dem Bildhauer Ludwig Habich. 1913 folgte ein einjähriger Studienaufenthalt in Rom, Florenz und der Schweiz.
Von 1914 bis 1918 war Hipp Soldat im Ersten Weltkrieg. 1918 folgte die Fortsetzung seines Studiums in Stuttgart. Das Staatsexamen schloss er 1920 mit Auszeichnung ab und begann 1921 als freischaffender Künstler mit eigenem Atelier in Stuttgart. Von 1921 bis 1932 arbeitete er als Bildhauer. Er schuf Denkmäler und Grabmäler. Für die Argentinische Nationalbank gestaltete er das Portal, führte Aufträge für die Eberhard Karls Universität Tübingen aus, gestaltete ein Kino in Rostock und schuf ein Standbild für den König von Siam.

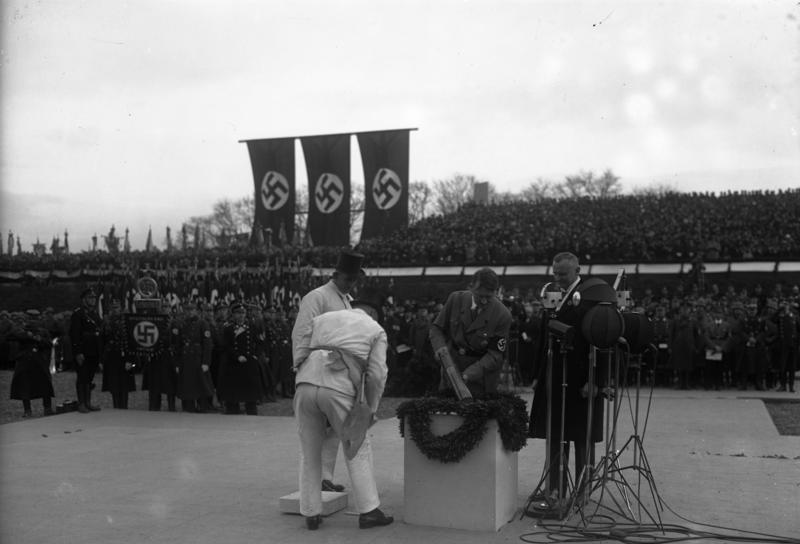
Grundsteinlegung zum Richard-Wagner-National-Denkmal in Leipzig durch Adolf Hitler im Beisein des Oberbürgermeisters Carl Friedrich Goerdeler am 6. März 1934

Hipp gewann 1932 den Wettbewerb der Stadt Leipzig anlässlich des 50. Todestages von Richard Wagner (1933) für ein Richard-Wagner-Denkmal, die Grünflächengestaltung übernahm Gustav Allinger. Am 6. März 1934 fand die Grundsteinlegung der nun zum „Richard-Wagner-Nationaldenkmal“ erklärten Anlage durch Adolf Hitler statt. Ein etwa 150 mal 80 Meter großer „Richard-Wagner-Hain“ entstand, Hipp verplante 250 t Marmor. Bis 1944 war die Ausführung des Auftrags fast abgeschlossen. Die Stadt finanzierte die 3,6 Millionen Reichsmark teure Arbeit bis zur Fertigstellung. Zur Ausführung dieses Großauftrags zog Hipp nach Kiefersfelden in ein eigens errichtetes Atelier, um den Untersberger Marmor in ausreichendem Umfang zu bekommen.
Für den 1933 bis 1937 nach Plänen des Architekten Paul Ludwig Troost in München errichteten Führerbau gestaltete Hipp das Stuckrelief Tag und Nacht.
1936 wurde Hipp durch Paul Schultze-Naumburg auf eine Kunstprofessur an der Staatlichen Kunsthochschule in Weimar berufen.
Für die in den Jahren 1937 bis 1939 nach Entwürfen des Architekten Erich zu Putlitz ausgeführte Akademie für Jugendführung der Hitlerjugend entwarf er die Reliefs Treue und Ehre, basierend auf dem Motto Meine Ehre heißt Treue. Als Mitarbeiter von zu Putlitz nahm er 1937 auch am Wettbewerb für die Elbufergestaltung in Hamburg teil.
1938 beteiligte sich Hipp mit mehreren Entwürfen an der Ausgestaltung der 1934 begonnenen Nietzsche-Gedenkhalle, deren Auswahlkommission Paul Schultze-Naumburg leitete.
Nach der Befreiung vom Nationalsozialismus war das Wagner-Denkmal politisch nicht mehr gewollt, es wurde stückweise verkauft.

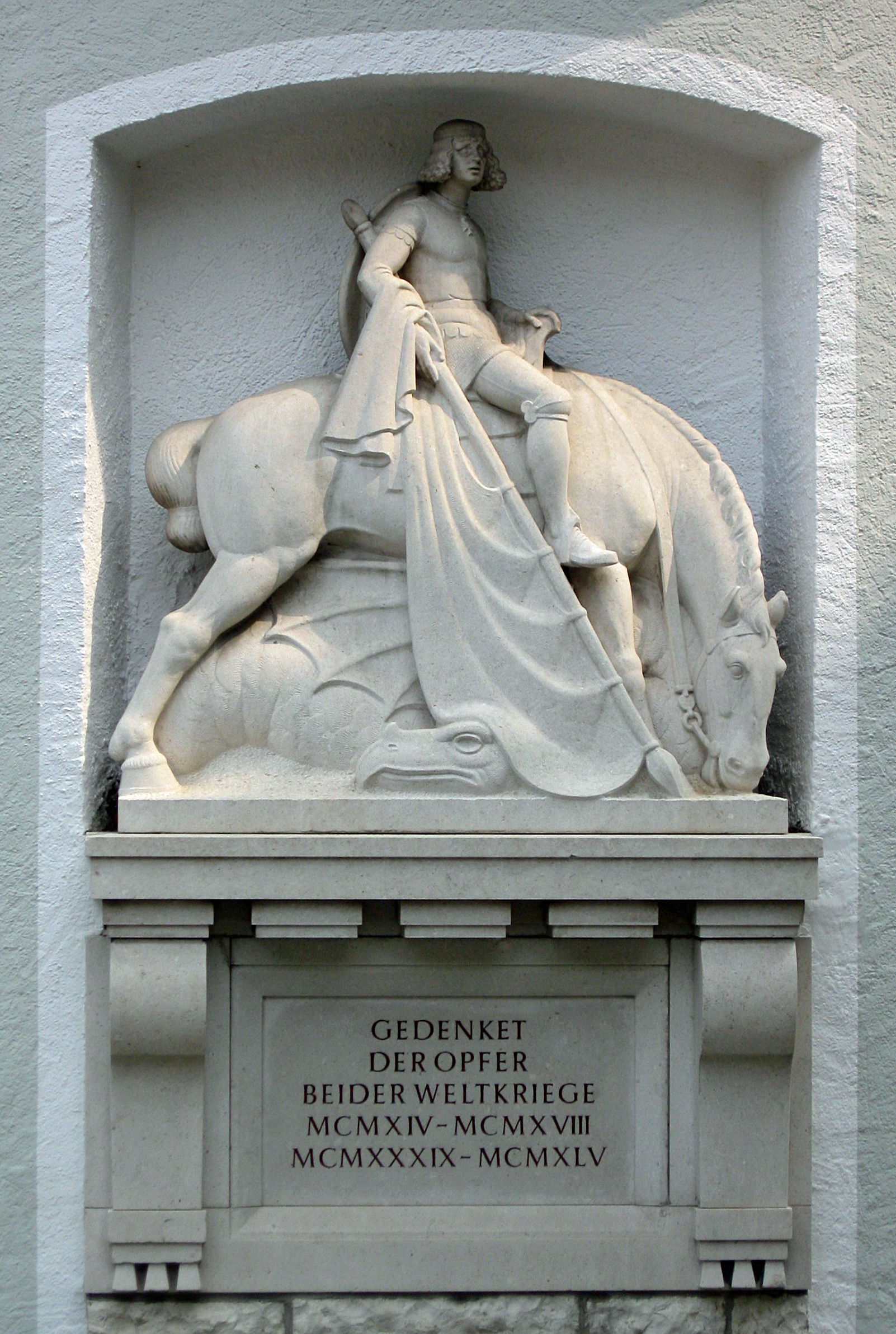
Kriegerdenkmal in Kiefersfelden mit der Darstellung Siegfrieds als Drachentöter

Hipp beteiligte sich ab 1947 an verschiedenen nationalen und internationalen Wettbewerben für Bildhauerei, Architektur und Stadtplanung. Er erstellte Kriegerdenkmale etwa in Knittlingen, Kuchen, Kiefersfelden, Wildbad im Schwarzwald, Tübingen, Edelfingen, Mönsheim und Löwenstein. Er gestaltete Fassaden, Anlagen und Grabmäler. In der spanischen Exklave Melilla schuf er eine Figur für das Denkmal der im Spanischen Bürgerkrieg auf franquistischer Seite gefallenen Spanier.
Das Majolikarelief für das städtische Krankenhaus in Stuttgart-Bad Cannstatt hat er ebenfalls gestaltet.
Nach schwerer Krankheit starb Emil Hipp 1965. Er war mit Johanna Hipp verheiratet, die 2008 verstarb.

## Nachwirkung

### Neue Kontroverse um Hipps Wagner-Denkmal in Leipzig
Das 1945 in Leipzig nicht mehr aufgestellte Denkmal führte 2008 zu einer Kontroverse zwischen dem Denkmalpfleger und Befürworter Wolfgang Hocquél, der dieses für ein „neoklassizistische Werk“, „einer phantasievollen, allegorischen Bildhauerarbeit von zeitloser Ästhetik“ erklärte, und dem Kunsthistoriker Frank Zöllner, der die gleichen Reliefs für eine Huldigung der „Kraft, Ewigkeit und Zuversicht der nationalsozialistischen Jugend“ und damit NS-Propagandakunst hält. Zöllner bewertete Hipp insgesamt als einen „Nazi-Bildhauer ersten Ranges“. Hocquél befürwortete die Aufstellung von Hipps Denkmal anlässlich des 200. Geburtstags Wagners im Jahr 2013. Ausgeführt wird für den 200. Geburtstag am 22. Mai 2013 ein Denkmal von Stephan Balkenhol, dessen Sockel aus einem unvollendeten Denkmal des Künstlers Max Klinger besteht.

### Rezeption im Rechtsextremismus
Alain de Benoist publizierte 1990 in der im Grabert-Verlag erschienenen Serie Kleine Bibliothek der deutschen Kunst als ersten Band: Der Bildhauer Emil Hipp und sein Werk: Das Richard-Wagner-Denkmal für Leipzig. Das Vorwort schrieb Georg Franz-Willing. Benoist stellt darin Hipp in eine Reihe mit Arno Breker und Josef Thorak.

### Das Atelier in Kiefersfelden
Das Atelier in Kiefersfelden wurde von der Witwe und Familie Hipp erhalten.